# Витре-Мейерович, Ева де
Ева де Витре-Мейерович (фр. Eva de Vitray-Meyerovitch; 5 ноября 1909 г. - 24 июля 1999 г.) — французский исламовед, исследователь Национального центра научных исследований (CNRS), переводчик и писатель, опубликовавший в общей сложности сорок книг и множество статей. Она была ученицей суфийского мастера Хамзы аль-Кадири аль-Бучичи.

## Биография
Ева Ламак де Витре родилась 5 ноября 1909 года в Булонь-Бийанкур, богатом пригороде Парижа. Из привилегированного социального происхождения, она получила образование в католических школах, прежде чем получить степень по юриспруденции Она начала докторскую диссертацию по философии по теме «Символизм у Платона».
В 22 года Ева вышла замуж за Лазара Мейеровича, латвийского еврея по происхождению. Она стала администратором в лаборатории Фредерика Жолио-Кюри. В 1940 году Ева сбежала из Парижа вместе с Жолио-Кюри во время немецкой оккупации Парижа и удалилась в департамент Коррез на время войны. Муж Евы был членом Сил Свободной Франции. После освобождения Франции Ева присоединилась к CNRS, где вскоре стала директором отдела гуманитарных наук.  Она зарабатывала на переводах. Она встретила востоковеда Луи Массиньона, с которым она оставалась тесно связана и который поддержал ее после внезапной смерти ее мужа в начале 1950-х годов.
Ева открыла для себя ислам через книгу поэта и писателя Мухаммада Икбала «Реконструкция религиозной мысли в исламе». После трех лет изучения христианской экзегезы в Сорбонне она решила стать мусульманкой. Она взяла арабское имя Хавва, перевод ее христианского имени. Ева очень интересовалась творчеством персидского поэта Джалаладдин Руми (1207–1273), благодаря которому она узнала о мистическом аспекте ислама, суфизме. Впоследствии она приступила к изучению персидского языка. Вскоре после этого она опубликовала свои первые переводы Мухаммада Икбала и Руми на французский язык.
В 1968 году Ева защитила докторскую диссертацию в Парижском университете на тему «Мистические темы в творчестве Джалал Уд Дин Руми». С 1969 по 1973 год преподавала в Каире в университете Аль-Азхар. В 1971 году она совершила паломничество в Мекку, а также посетила Медину. С 1972 года и до самой смерти она регулярно публиковала аннотированные переводы сочинений Руми и написанных ею работ об исламе, суфизме и кружащихся дервишах. В 1990 году она опубликовала свой перевод «Маснави» Руми, колоссального труда из 50 000 стихов на 1700 страницах, впервые переведенного на французский язык.
Параллельно с академической карьерой Ева проводила личные поиски, которые привели ее к встрече со многими личностями, вовлеченными в суфизм, такими как Амаду Ампате Ба, Наджм Уд Дин Баммате, Шейх Бентунес, и Фаузи Скали. Через Скали в Марокко в 1985 году она встретила живого суфийского духовного наставника Хамзу аль-Кадири аль-Бучичи, учению которого она будет следовать до самой смерти. Она также активно выступала во Франции и за рубежом по вопросам Руми, ислама и суфизма. Кроме того, она записала несколько программ для французского телевидения и культуры. В 1998 году во время своей последней конференции в Турции она выразила желание быть похороненной в Конье.
Ева де Витре-Мейерович умерла 24 июля 1999 года в своей квартире на улице Клод-Бернар в Париже. Она была похоронена на частной церемонии в Тье, в парижском регионе. В 2003 году были предприняты шаги по переносу ее останков в Конью, что было завершено в 2008 году. 17 ноября 2008 г. состоялась официальная церемония захоронения гроба Витрая-Мейеровича в Конье.  Ее могила находится напротив мавзолея Джалаладдин Руми.

## Труды
- Eva de Vitray-Meyerovitch (1978), Anthologie du Soufisme, Sindbad [Republished in 1986 and 1995, Albin Michel, coll. Spiritualités vivantes, 132. Work translated into Italian]
- Eva de Vitray-Meyerovitch (1997), Le Chant de Rûmî, Les petits livres de la sagesse, La Table Ronde
- Eva de Vitray-Meyerovitch (1993), Le Chant du Soleil, La Table ronde [Work translated into Spanish and Turkish]
- Eva de Vitray-Meyerovitch (1982), Les Chemins de la Lumière : 75 contes soufis, Retz [Work translated into Spanish]
- Eva de Vitray-Meyerovitch; Jean-Yves Leloup; André Borrely, L'Image de l'Homme dans le Christianisme et l'Islam, de l’Ouvert, 1984
- Eva de Vitray-Meyerovitch, Islam, l'autre Visage, Albin Michel, 1995. Ouvrage traduit en espagnol, en anglais et en turc
- Eva de Vitray-Meyerovitch; Faouzi Skali (1985), Jésus dans la Tradition Soufie, de l’Ouvert [Republished in 2004, Albin Michel. Work translated into Italian, Spanish and Catalan]
- Eva de Vitray-Meyerovitch (1990), Konya ou la Danse Cosmique, Renard [Work translated into Turkish]
- Eva de Vitray-Meyerovitch, La Mecque : ville sainte de l'islam, Laffont, 1987 [Work translated into Italian, German and Turkish]
- Eva de Vitray-Meyerovitch (1972), Mystique et Poésie en Islam, Desclée de Brouwer
- Eva de Vitray-Meyerovitch, La Prière en Islam, Albin Michel, c1998 [Republished in 2003, Albin Michel, coll. Spiritualités vivantes. Work translated into Italian and Turkish]
- Eva de Vitray-Meyerovitch (1977), Rûmî et le Soufisme, du Seuil [Republished in 2005, collection Points Sagesses. Work translated into English, Romanian, Portuguese, Bosnian and Czech]
- Eva de Vitray-Meyerovitch (1968), Thèmes mystiques dans l'œuvre de Djalâl ud-Dîn Rûmî (thesis (Paris))
- Eva de Vitray-Meyerovitch (2014), Universalité de l'islam, Albin Michel